# Mongólia a 2016. évi nyári olimpiai játékokon
Mongólia a brazíliai Rio de Janeiróban megrendezett 2016. évi nyári olimpiai játékok egyik részt vevő nemzete volt. Az országot az olimpián 9 sportágban 43 sportoló képviselte, akik összesen 2 érmet szereztek.

## Érmesek
| Érem  | Versenyző                  | Sportág   | Versenyszám      |
| ----- | -------------------------- | --------- | ---------------- |
| Ezüst | Dordzsszürengín Szumija    | Cselgáncs | Női könnyűsúly   |
| Bronz | Dorjnyambuugiin Otgondalai | Ökölvívás | Férfi könnyűsúly |

## Atlétika
Férfi
| Versenyző                   | Versenyszám | Döntő   | Döntő    |
| Versenyző                   | Versenyszám | Idő     | Helyezés |
| --------------------------- | ----------- | ------- | -------- |
| Tseveenravdangiin Byambajav | Maraton     | 2:36:14 | 130.     |
| Dambadarjaagiin Gantulga    | Maraton     | 2:27:42 | 107.     |
| Bat-Ocsirín Szer-Od         | Maraton     | 2:24:26 | 92.      |

Női
| Versenyző                   | Versenyszám | Döntő   | Döntő    |
| Versenyző                   | Versenyszám | Idő     | Helyezés |
| --------------------------- | ----------- | ------- | -------- |
| Bayartsogtyn Mönkhzayaa     | Maraton     | 2:43:55 | 72.      |
| Luvszanlhündegín Otgonbajar | Maraton     | 2:45:55 | 85.      |

## Birkózás

### Férfi
Szabadfogású
| Versenyző                  | Versenyszám | Selejtező                          | Nyolcaddöntő                   | Negyeddöntő                  | Elődöntő          | Vigaszág első kör | Vigaszág elődöntő           | Bronz- mérkőzés               | Döntő             | Helyezés |
| Versenyző                  | Versenyszám | Ellenfél Eredmény                  | Ellenfél Eredmény              | Ellenfél Eredmény            | Ellenfél Eredmény | Ellenfél Eredmény | Ellenfél Eredmény           | Ellenfél Eredmény             | Ellenfél Eredmény | Helyezés |
| -------------------------- | ----------- | ---------------------------------- | ------------------------------ | ---------------------------- | ----------------- | ----------------- | --------------------------- | ----------------------------- | ----------------- | -------- |
| Erdenebatyn Bekhbayar      | 57 kg       | Adama Diatta (SEN) · 3–3           | kiesett                        | kiesett                      | kiesett           | kiesett           | kiesett                     | kiesett                       | kiesett           | 14.      |
| Ganzorigiin Mandakhnaran   | 65 kg       | Jogesvar Datt (IND) · 3–0          | Katai Yeerlanbieke (CHN) · 3–0 | Szoszlan Ramonov (RUS) · 0–6 |                   |                   | Haislan Veranes (CAN) · 3–0 | Ikhtiyor Navruzov (UZB) · 7–8 |                   | 5.       |
| Pürevdzsavin Önörbat       | 74 kg       | erőnyerő                           | Soner Demirtaş (TUR) · 2–4     | kiesett                      | kiesett           | kiesett           | kiesett                     | kiesett                       | kiesett           | 15.      |
| Orgodolín Üjtümen          | 86 kg       | Mihail Ganev (BUL) · 4–6 kétvállas | kiesett                        | kiesett                      | kiesett           | kiesett           | kiesett                     | kiesett                       | kiesett           | 15.      |
| Dorjkhandyn Khüderbulga    | 97 kg       | erőnyerő                           | Magomed Muszajev (KGZ) · 0–9   | kiesett                      | kiesett           | kiesett           | kiesett                     | kiesett                       | kiesett           | 16.      |
| Dzsargalszajhani Csulúnbat | 125 kg      | erőnyerő                           | Taha Akgül (TUR) · 0–10        |                              |                   |                   | Ibrahim Szaidav (BLR) · 1–4 | kiesett                       |                   | 16.      |

### Női
Szabadfogású
| Versenyző                | Versenyszám | Selejtező                 | Nyolcaddöntő                        | Negyeddöntő                             | Elődöntő          | Vigaszág első kör                    | Vigaszág elődöntő            | Bronz- mérkőzés   | Döntő             | Helyezés |
| Versenyző                | Versenyszám | Ellenfél Eredmény         | Ellenfél Eredmény                   | Ellenfél Eredmény                       | Ellenfél Eredmény | Ellenfél Eredmény                    | Ellenfél Eredmény            | Ellenfél Eredmény | Ellenfél Eredmény | Helyezés |
| ------------------------ | ----------- | ------------------------- | ----------------------------------- | --------------------------------------- | ----------------- | ------------------------------------ | ---------------------------- | ----------------- | ----------------- | -------- |
| Erdenechimegiin Sumiya   | 53 kg       | erőnyerő                  | Katarzyna Krawczyk (POL) · 6–8      | kiesett                                 | kiesett           | kiesett                              | kiesett                      | kiesett           | kiesett           | 12.      |
| Pürevdorjiin Orkhon      | 58 kg       | Mimi Hristova (BUL) · 7–4 | Valerija Zsolobova (RUS) · 0–11     |                                         |                   | Luisa Niemesch (GER) · kétvállas 7–0 | Száksi Malik (IND) · 3–12    | kiesett           |                   | 7.       |
| Battszeszeg Soronzonbold | 63 kg       | erőnyerő                  | Blessing Oborududu (NGR) · 1–1      | Elena Pirozhkova (USA) · 2–3            | kiesett           | kiesett                              | kiesett                      | kiesett           | kiesett           | 12.      |
| Naszanburmaa Ocsirbat    | 69 kg       | erőnyerő                  | Chen Wen-ling (TPE) · kétvállas 6–0 | Natalja Vorobjova (RUS) · 2–4 kétvállas |                   |                                      | Elmira Syzdykova (KAZ) · 2–3 | kiesett           |                   | 8.       |

## Cselgáncs
Férfi
| Versenyző                    | Versenyszám  | Selejtező                        | 32-es főtábla                              | Nyolcaddöntő                                     | Negyeddöntő                                 | Elődöntő          | Vigaszág elődöntő                        | Bronz- mérkőzés                                        | Döntő             | Helyezés |
| Versenyző                    | Versenyszám  | Ellenfél Eredmény                | Ellenfél Eredmény                          | Ellenfél Eredmény                                | Ellenfél Eredmény                           | Ellenfél Eredmény | Ellenfél Eredmény                        | Ellenfél Eredmény                                      | Ellenfél Eredmény | Helyezés |
| ---------------------------- | ------------ | -------------------------------- | ------------------------------------------ | ------------------------------------------------ | ------------------------------------------- | ----------------- | ---------------------------------------- | ------------------------------------------------------ | ----------------- | -------- |
| Tsend-Ochiryn Tsogtbaatar    | Légsúly      | José Ramos (GUA) · 100(1)-000(1) | Juho Reinvall (FIN) · 011(0)-000(3)        | Kim Vondzsin (Kim Won-Jin) (KOR) · 001(2)–010(2) | kiesett                                     | kiesett           |                                          |                                                        |                   | 9.       |
| Davádordzsín Tömörhüleg      | Harmatsúly   | erőnyerő                         | Sulaiman Hamad (KSA) · 100(1)-000(1)       | Houd Zourdani (ALG) · 101(0)-000(2)              | Fabio Basile (ITA) · 000(0)–100(1)          |                   | Antoine Bouchard (CAN) · 000(1)–010(3)   | kiesett                                                |                   | 7.       |
| Ganbaataryn Odbayar          | Könnyűsúly   | erőnyerő                         | Mohamed Mohyeldin (EGY) · 100(0)-001(1)    | Nicholas Delpopolo (USA) · 000(2)–010(2)         | kiesett                                     | kiesett           |                                          |                                                        |                   | 9.       |
| Otgonbaataryn Uuganbaatar    | Váltósúly    | erőnyerő                         | Mohamed Abdelaal (EGY) · 000(0)–101(0)     | kiesett                                          | kiesett                                     | kiesett           |                                          |                                                        |                   | 17.      |
| Lkhagvasürengiin Otgonbaatar | Középsúly    | erőnyerő                         | Noël van 't End (NED) · 100(0)-000(1)      | Asley González (CUB) · 100(2)-000(4)             | Varlam Lip'art'eliani (GEO) · 000(2)–000(1) |                   | Mammadali Mehdiyev (AZE) · 001(2)-000(0) | Cseng Hszün-csao (Cheng Xunzhao) (CHN) · 000(1)–001(2) |                   | 5.       |
| Najdangín Tüvsinbajar        | Félnehézsúly | erőnyerő                         | José Armenteros (CUB) · 000(0)–001(0)      | kiesett                                          | kiesett                                     | kiesett           |                                          |                                                        |                   | 17.      |
| Battulgyn Temüülen           | Nehézsúly    |                                  | Mohammed Amine Tayeb (ALG) · 000(2)–010(2) | kiesett                                          | kiesett                                     | kiesett           |                                          |                                                        |                   | 17.      |

Női
| Versenyző                  | Versenyszám  | Selejtező                              | Nyolcaddöntő                           | Negyeddöntő                                           | Elődöntő                             | Vigaszág elődöntő                   | Bronz- mérkőzés                 | Döntő                               | Helyezés |
| Versenyző                  | Versenyszám  | Ellenfél Eredmény                      | Ellenfél Eredmény                      | Ellenfél Eredmény                                     | Ellenfél Eredmény                    | Ellenfél Eredmény                   | Ellenfél Eredmény               | Ellenfél Eredmény                   | Helyezés |
| -------------------------- | ------------ | -------------------------------------- | -------------------------------------- | ----------------------------------------------------- | ------------------------------------ | ----------------------------------- | ------------------------------- | ----------------------------------- | -------- |
| Mönhbatin Uranceceg        | Légsúly      | erőnyerő                               | Laëtitia Payet (FRA) · 100(0)-000(0)   | Csong Bogjong (Jeong Bo-gyeong) (KOR) · 000(0)–101(1) |                                      | Sarah Menezes (BRA) · 100(1)-000(1) | Kondo Ami (JPN) · 000(0)–001(0) |                                     | 5.       |
| Adiyaasambuugiin Tsolmon   | Harmatsúly   | Angelica Delgado (USA) · 010(2)-003(0) | Nakamura Miszato (JPN) · 000(0)–100(0) | kiesett                                               | kiesett                              |                                     |                                 |                                     | 9.       |
| Dordzsszürengín Szumija    | Könnyűsúly   | erőnyerő                               | Sanne Verhagen (NED) · 000(0)-000(1)   | Telma Monteiro (POR) · 000(1)-000(2)                  | Macumoto Kaori (JPN) · 100(0)-000(0) |                                     |                                 | Rafaela Silva (BRA) · 000(1)–010(2) |          |
| Cedevszürengín Mönhdzajá   | Váltósúly    | Rizlen Zouak (MAR) · 101(1)-000(2)     | Yang Junxia (CHN) · 001(0)–100(0)      | kiesett                                               | kiesett                              |                                     |                                 |                                     | 9.       |
| Tsend-Ayushiin Naranjargal | Középsúly    | Esther Stam (GEO) · 000(0)–011(3)      | kiesett                                | kiesett                                               | kiesett                              |                                     |                                 |                                     | 17.      |
| Pürevdzsargalín Lhamdegd   | Félnehézsúly | Joó Abigél (HUN) · 000(1)–111(2)       | kiesett                                | kiesett                                               | kiesett                              |                                     |                                 |                                     | 17.      |

## Íjászat
Férfi
| Versenyző            | Versenyszám | Selejtező | Selejtező | 64-es főtábla                      | 32-es főtábla     | Nyolcaddöntő      | Negyeddöntő       | Elődöntő          | Döntő             | Helyezés |
| Versenyző            | Versenyszám | Pont      | Kiemelés  | Ellenfél Eredmény                  | Ellenfél Eredmény | Ellenfél Eredmény | Ellenfél Eredmény | Ellenfél Eredmény | Ellenfél Eredmény | Helyezés |
| -------------------- | ----------- | --------- | --------- | ---------------------------------- | ----------------- | ----------------- | ----------------- | ----------------- | ----------------- | -------- |
| Dzsancangín Gantögsz | Egyéni      | 664       | 24.       | Witthaya Thamwong (THA)(41.) · 3-7 | kiesett           | kiesett           | kiesett           | kiesett           | kiesett           | 33.      |

## Ökölvívás
Férfi
| Versenyző                  | Versenyszám  | Selejtező                         | Nyolcaddöntő                 | Negyeddöntő                  | Elődöntő                   | Döntő             | Helyezés |
| Versenyző                  | Versenyszám  | Ellenfél Eredmény                 | Ellenfél Eredmény            | Ellenfél Eredmény            | Ellenfél Eredmény          | Ellenfél Eredmény | Helyezés |
| -------------------------- | ------------ | --------------------------------- | ---------------------------- | ---------------------------- | -------------------------- | ----------------- | -------- |
| Gankhuyagiin Gan-Erdene    | Papírsúly    | erőnyerő                          | Carlos Quipo (ECU) · 0-3     | kiesett                      | kiesett                    | kiesett           | 9.       |
| Kharkhüügiin Enkh-Amar     | Légsúly      | Elías Emigdio (MEX) · 0-3         | kiesett                      | kiesett                      | kiesett                    | kiesett           | 17.      |
| Erdenebatyn Tsendbaatar    | Harmatsúly   | Benson Njangiru (KEN) · 3-0       | Dmitry Asanov (BLR) · 2-1    | Shakur Stevenson (USA) · 0-3 | kiesett                    | kiesett           | 5.       |
| Dorjnyambuugiin Otgondalai | Könnyűsúly   | erőnyerő                          | Enrico Lacruz (NED) · 2-1    | Reda Benbaziz (ALG) · 3-0    | Sofiane Oumiha (FRA) · 0-3 | kiesett           |          |
| Baatarsükhiin Chinzorig    | Kisváltósúly | Thulasi Tharumalingam (QAT) · 3-0 | Vitalij Dunajcev (RUS) · 0-3 | kiesett                      | kiesett                    | kiesett           | 9.       |
| Bjambin Tüvsinbat          | Váltósúly    | Alberto Palmetta (ARG) · 3-0      | Steven Donnelly (IRL) · 1-2  | kiesett                      | kiesett                    | kiesett           | 9.       |

## Sportlövészet
Női
| Versenyző                | Versenyszám           | Selejtező | Selejtező | Elődöntő | Elődöntő | Döntő   | Döntő    |
| Versenyző                | Versenyszám           | Pont      | Helyezés  | Pont     | Helyezés | Pont    | Helyezés |
| ------------------------ | --------------------- | --------- | --------- | -------- | -------- | ------- | -------- |
| Otrjadin Gündegmá        | Légpisztoly           | 379       | 20.       |          |          | kiesett | kiesett  |
| Otrjadin Gündegmá        | Sportpisztoly         | 579       | 12.       | kiesett  | kiesett  | kiesett | kiesett  |
| Cogbadrahín Mönhzul      | Sportpisztoly         | 580       | 11.       | kiesett  | kiesett  | kiesett | kiesett  |
| Cogbadrahín Mönhzul      | Légpisztoly           | 378       | 32.       |          |          | kiesett | kiesett  |
| Gankhuyagiin Nandinzayaa | Légpuska              | 414,8     | 14.       |          |          | kiesett | kiesett  |
| Gankhuyagiin Nandinzayaa | Sportpuska, összetett | 582       | 9.        |          |          | kiesett | kiesett  |

## Súlyemelés
Férfi
| Versenyző                | Versenyszám | Szakítás                 | Szakítás                 | Lökés    | Lökés    | Összesen | Helyezés |
| Versenyző                | Versenyszám | Eredmény                 | Helyezés                 | Eredmény | Helyezés | Összesen | Helyezés |
| ------------------------ | ----------- | ------------------------ | ------------------------ | -------- | -------- | -------- | -------- |
| Ösökhbayaryn Chagnaadorj | 56 kg       | érvényes kísérlet nélkül | érvényes kísérlet nélkül | kiesett  | kiesett  | kiesett  | kiesett  |

Női
| Versenyző                    | Versenyszám | Szakítás | Szakítás | Lökés    | Lökés    | Összesen | Helyezés |
| Versenyző                    | Versenyszám | Eredmény | Helyezés | Eredmény | Helyezés | Összesen | Helyezés |
| ---------------------------- | ----------- | -------- | -------- | -------- | -------- | -------- | -------- |
| Mönkhjantsangiin Ankhtsetseg | 69 kg       | 106      | 7.       | 131      | 7.       | 237      | 8.       |

## Taekwondo
Férfi
| Versenyző           | Versenyszám | Nyolcaddöntő                 | Negyeddöntő               | Elődöntő          | Vigaszág elődöntő | Bronz- mérkőzés   | Döntő             | Helyezés |
| Versenyző           | Versenyszám | Ellenfél Eredmény            | Ellenfél Eredmény         | Ellenfél Eredmény | Ellenfél Eredmény | Ellenfél Eredmény | Ellenfél Eredmény | Helyezés |
| ------------------- | ----------- | ---------------------------- | ------------------------- | ----------------- | ----------------- | ----------------- | ----------------- | -------- |
| Pürevjavyn Temüüjin | Pehelysúly  | Saúl Gutiérrez (MEX) · 12-11 | Joel González (ESP) · 4-7 | kiesett           |                   |                   |                   | 9.       |

## Úszás
Férfi
| Versenyző           | Versenyszám | Előfutam | Előfutam | Előfutam | Elődöntő | Elődöntő | Elődöntő | Döntő   | Döntő    |
| Versenyző           | Versenyszám | Idő      | Hely.    | Össz.    | Idő      | Hely.    | Össz.    | Idő     | Helyezés |
| ------------------- | ----------- | -------- | -------- | -------- | -------- | -------- | -------- | ------- | -------- |
| Batsaikhany Dölgöön | 50 m gyors  | 24,90    | 8.       | 60.      | kiesett  | kiesett  | kiesett  | kiesett | kiesett  |

Női
| Versenyző     | Versenyszám | Előfutam | Előfutam | Előfutam | Elődöntő | Elődöntő | Elődöntő | Döntő   | Döntő    |
| Versenyző     | Versenyszám | Idő      | Hely.    | Össz.    | Idő      | Hely.    | Össz.    | Idő     | Helyezés |
| ------------- | ----------- | -------- | -------- | -------- | -------- | -------- | -------- | ------- | -------- |
| Bayaryn Yesüi | 50 m gyors  | 28,40    | 2.       | 60.      | kiesett  | kiesett  | kiesett  | kiesett | kiesett  |